# تالیسیو
تالیسیو (به فرانسوی: Talissieu) یک کمون در فرانسه است که در Canton of Champagne-en-Valromey واقع شده‌است.

## خصوصیات
تالیسیو ۴٫۸۰ کیلومترمربع مساحت و ۴۵۲ نفر جمعیت دارد و ۲۴۰ متر بالاتر از سطح دریا واقع شده‌است.